# 阿蒙霍特普三世巨像

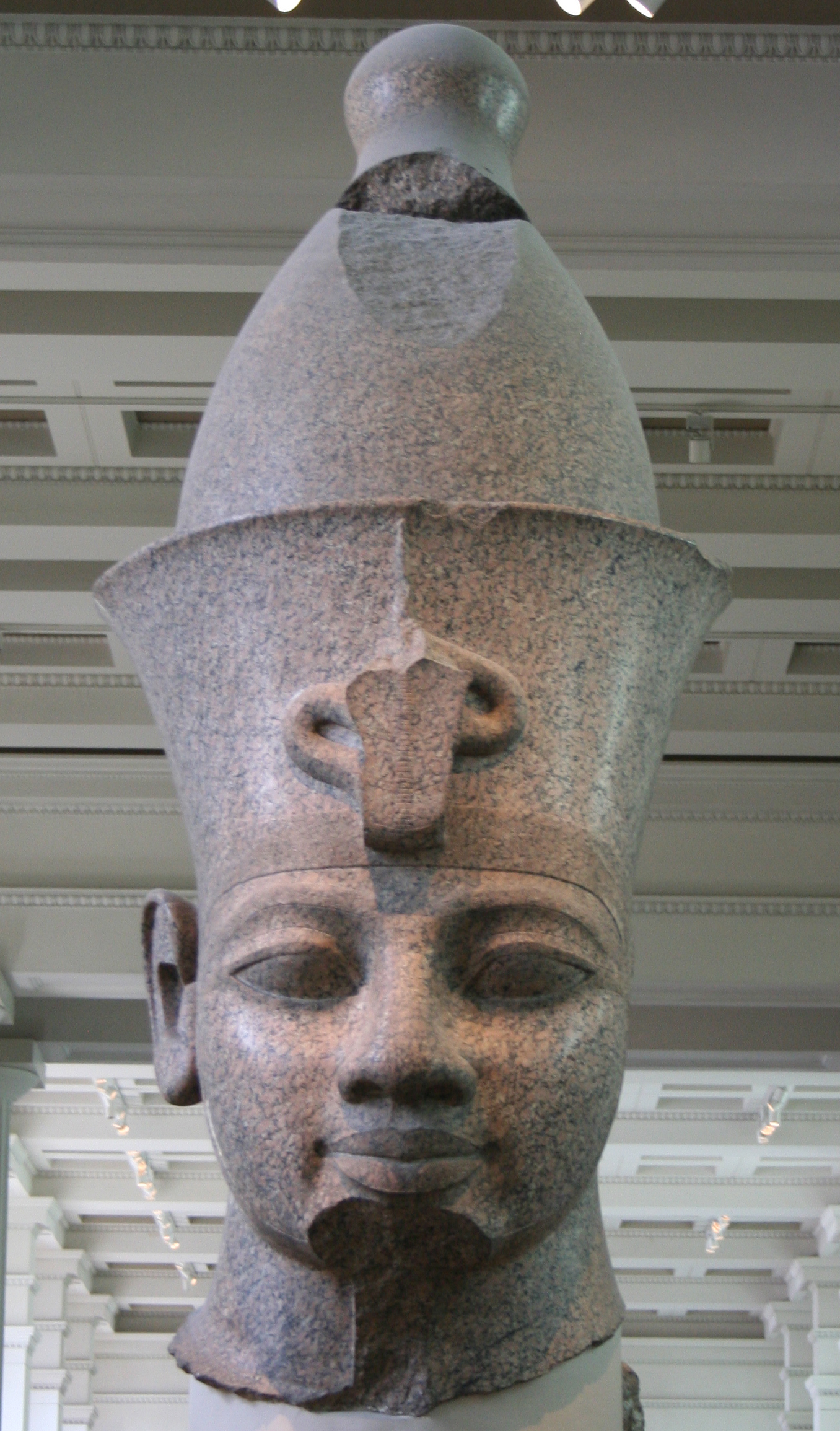
大英博物馆中巨大的阿蒙霍特普三世花岗岩头像

阿蒙霍特普三世巨像是古埃及第十八王朝法老阿蒙霍特普三世的红色花岗岩头像。它的历史可追溯到约公元前1370年，在上埃及卡纳克神庙的穆特神庙的围墙中被发现。被发现时是已残缺不全，只有头部和左手手臂幸存下来。这尊雕像现在保存在大英博物馆。

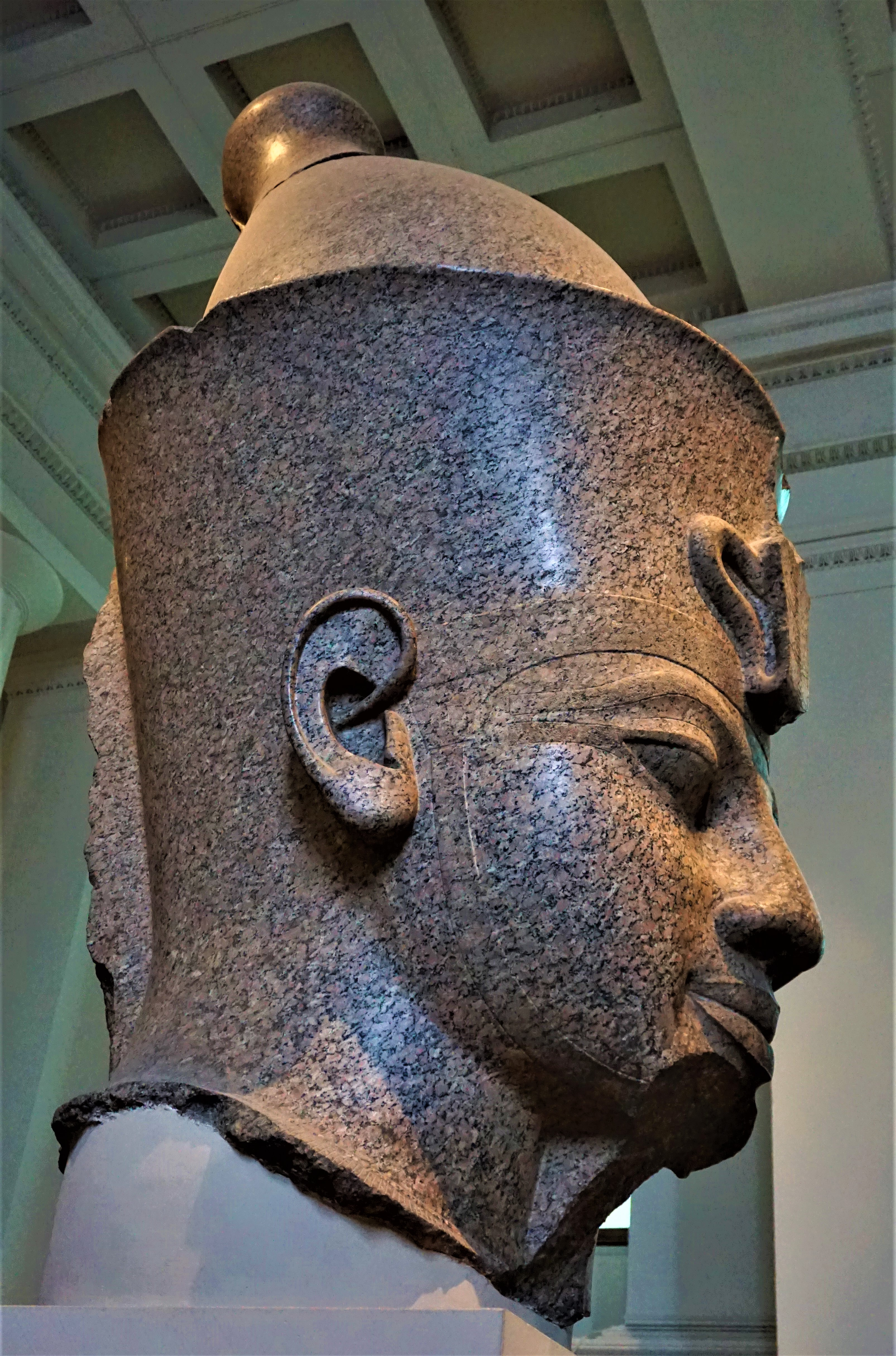
雕像的另外一个视角

## 历史
人们认为这座雕像是由国王阿蒙霍特普三世竖立的，这是他下令在底比斯（卢克索）建造的众多雕像之一。
不确定它最初是竖立在卡纳克的姆特神庙中（雕像被发现的地点），还是在古埃及时期就已经从阿蒙霍特普位于尼罗河西岸Kom el-Hitan的神庙中移走。阿蒙霍特普三世的其他巨像包括两座门农巨像，它们仍然矗立在他位于Kom el-Hitan的神庙中。
这座雕像被发现后，最初学者们把它归类为法老图特摩斯三世的雕像。这种混乱是由于后来的法老对头部的修改而引起的。在古埃及，法老占有更早期法老的雕像、修改和重新铭刻新的铭文都是很常见的现象。这尊雕像嘴唇的边角经过钻孔，可能是为了把嘴巴的尺寸修小，眼睛周围那些能够体现出阿蒙霍特普三世时期独特化妆风格的线条也大都被抹去。现在普遍认为这些改动发生在拉美西斯二世的时代，拉美西斯二世也是一个很喜欢把前任法老的雕像据为己有的法老。

## 发现过程
1817年，意大利探险家乔瓦尼·巴蒂斯塔·贝尔佐尼和英国画家亨利·威廉·比奇在卡纳克姆特神庙的围墙内发现了这尊破碎的雕像。它的头部是在Khonsupakhered神庙前被发现的。头部被发现后，需要被运到尼罗河畔的卢克索，再逆流而上运到亚历山大港，再前往最终的目的地到伦敦。然而，运输雕像头部的过程并不容易，将它运送至一英里外的卢克索就花了八天。贝尔佐尼并没有提及发现手臂的确切位置，但人们推测手臂是与头部一起发现的。 

雕像头部在开罗的罗西先生的家中存放了一段时间，有记录记载：
一天晚上， 索尔特带他 [FitzClarence上尉] 去拜访罗西先生，他在那里存放了一些从底比斯附近带来的有趣物品，包括奥卢斯的头部，“从头像的顶部到下巴长达10英尺” ，在它的底部有一个带子，就像头巾一样......由红色花岗岩制成......保存十分完好......这个雕像的手臂长达18英尺，紧握着拳头。” 

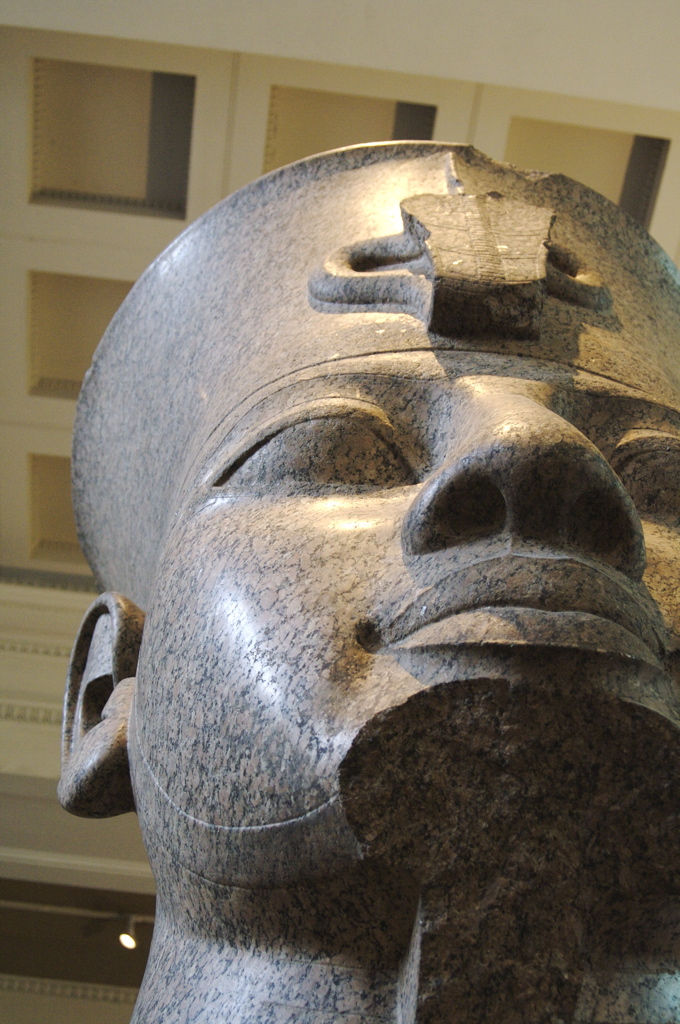
从下方的视角看花岗岩雕像

## 头部
雕像头部高2.9米，头戴上象征统一上下埃及的红白双冠。自1823年从亨利·索尔特手中购得以来，大英博物馆一直收藏着它。它的展览编号为EA15，陈列在博物馆的4号展厅。

## 手臂
除头部外，雕像唯一保存下来的部分是左臂。这条手臂长3.30米，手臂末端的拳头紧握，如此巨大的手臂足以看出完整的雕像规模该有多壮观。自1823年从亨利·索尔特手中购得这只手臂以来，大英博物馆一直保存着这条手臂。它的展览编号为EA55，与头部一同陈列在博物馆的4号展厅。